# Battle of the Garages (album)
Battle of the Garages è il primo album della omonima collana, pubblicato negli USA nel 1981 dalla Voxx Records.

## Tracce
Lato A
1. United States of Existence – Return to the Psychedelic – 2:42 (Paul Rieger)
2. The Vertebrats – Left In The Dark (Ken Draznik)
3. The Stepmothers – Let Her Dance – 2:16 (Bobby Fuller)
4. Pete Holly & The Looks – Look Out Below – 2:06 (Pete Holly)
5. Eddy Best – Things I Should've Said – 2:38 (Philip Gary Schlein, Steve Barri)
6. Brad Long – Tell Me – 3:25 (Mick Jagger, Keith Richards)
7. Deniz Tek – RPM – 2:08 (Mike Borchetta, Gary Usher)
8. The Dark Side – In The Dark – 2:35 (David Jarkowski)

Lato B
1. The Embarrassment – Pushin' Too Hard – 2:34 (Sky Saxon)
2. The Wombats – The Reason Why – 3:32 (John Zinrich, Vic Halm)
3. The Crawdaddys – You're Gonna Need My Love Someday – 4:12 (Ron Silva)
4. The Unclaimed – Run From Home – 2:00 (Shelley Ganz)
5. The Chesterfield Kings – Are You Gonna Be There (At The Love-In) – 2:09 (Ethon McElroy, Don Bennett)
6. The Slickee Boys – Glendora / Going All The Way – 4:11 (Michael Bouyea)
7. Billy Synth & The Turn-Ups – I Dig Your Mind – 2:26 (Rusty Evans)
8. Plasticland – Office Skills – 1:44 (John Frankovic, Glenn Rehse)